# Hexatoma (Eriocera) flaviceps
Hexatoma (Eriocera) flaviceps is een tweevleugelige uit de familie steltmuggen (Limoniidae). De soort komt voor in het Neotropisch gebied.